# Baccio del Bianco
Luigi Baccio del Bianco, in Spanien auch Bartolomeo del Blanco genannt, (* 31. Oktober 1604 in Florenz; † Juli 1657 in Madrid) war ein italienischer Maler, Zeichner, Ingenieur, Bühnengestalter und Architekt des Barock.

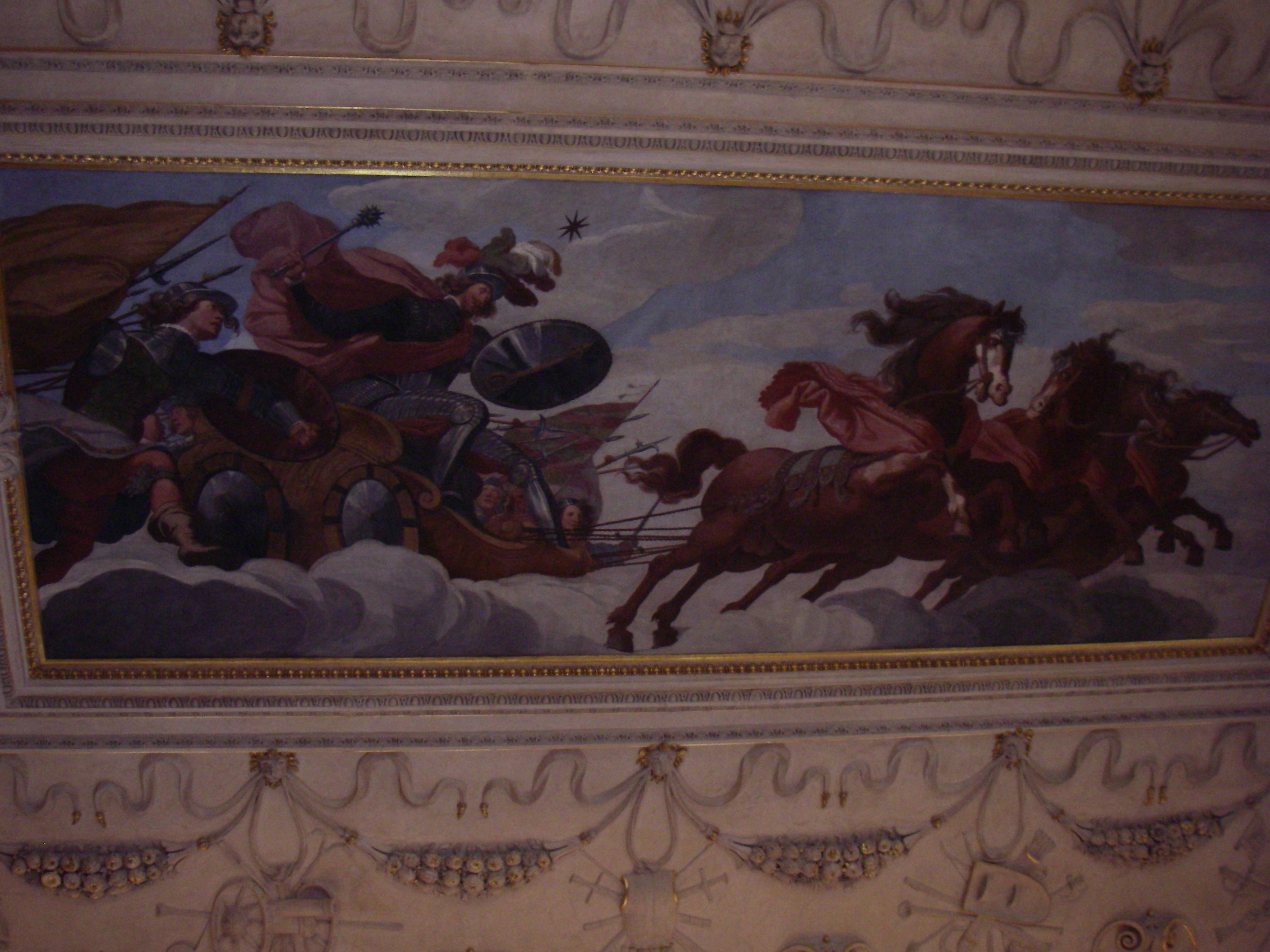
Triumph des Mars, Wallenstein-Palais Prag

## Leben
Er war von 1612 bis 1620 Schüler von Giovanni Bilivert und ein Schüler von Giulio Parigi. 1622 ging er nach Wien als Assistent von Giovanni Pieroni (1586 bis 1654) und danach nach Prag, wo er Fresken unter anderem im Wallenstein-Palais malte. Er blieb nicht lange und kehrte über Mailand 1625 nach Florenz zurück. 1651 ging er nach Spanien, ursprünglich als Theaterdekorateur. Dort war er als Bartolomeo del Blanco bekannt und starb 1657.
Er ist nicht mit dem Architekten Bartolomeo Bianco (1590–1657) aus Como, Architekt verschiedener Stadthäuser in Genua, identisch.

## Galerie

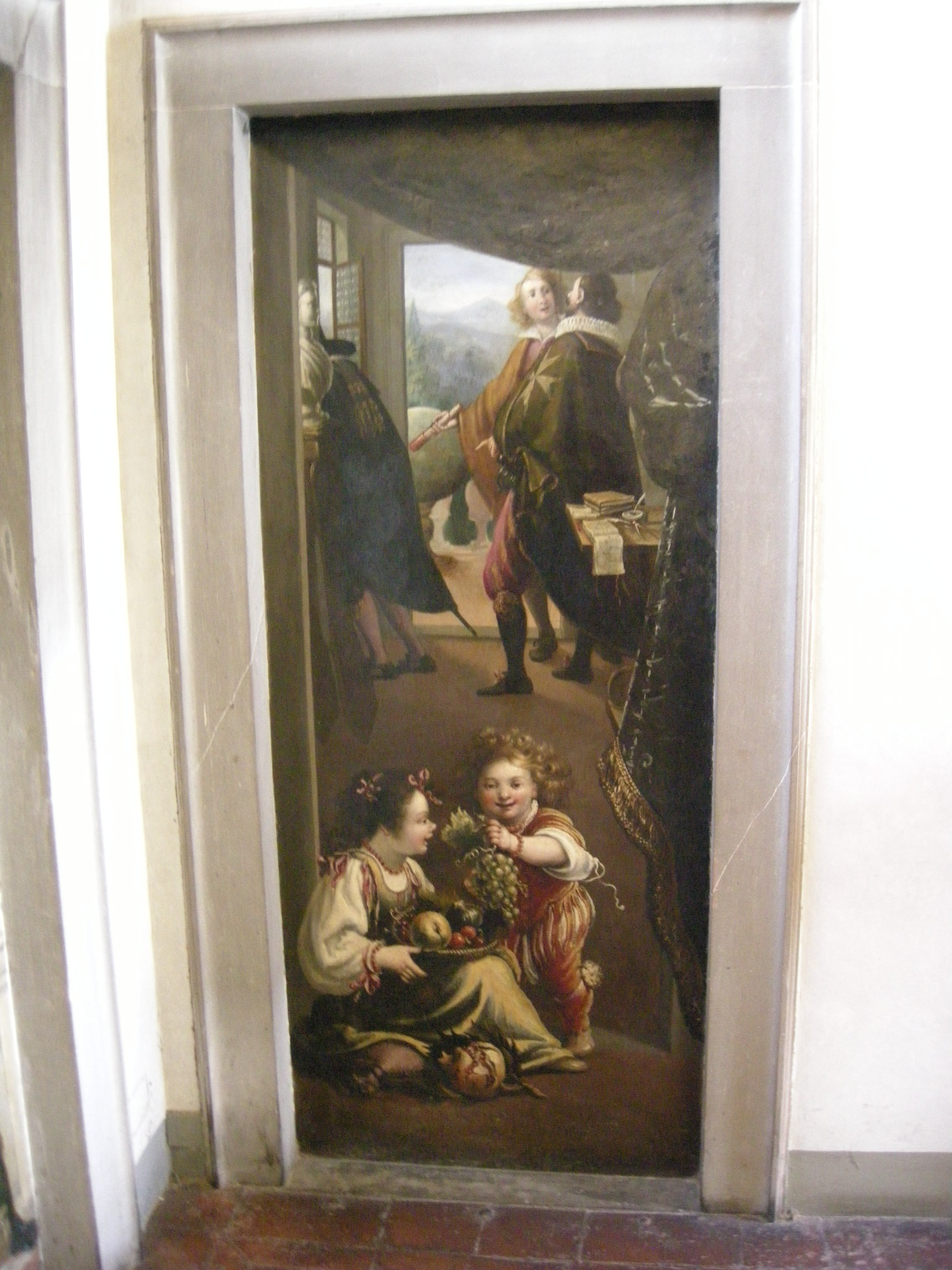
Dekoration in der Casa Buonaroti